# アヴァダーナ
アヴァダーナ（サンスクリット: अवदान avadāna）は、仏典の分類である十二部経のひとつ。主に仏弟子の現在と過去（前生）の物語を中心として善因楽果・悪因苦果の理を説くものをいう。
サンスクリットでavadānaとは崇高な行為を意味する。伝統的に「譬喩」と漢訳されるが、この訳語はもとのサンスクリットの意味を反映していないし、内容的にも合わない。

## 概要
アヴァダーナは基本的に部派仏教で発達した文学で、北インドから西北インドにかけて、西暦後の数世紀に盛行した。
話の構造としてはブッダの直弟子または敬虔な信者を主人公とした「現在物語」、その由来を説明する「過去物語」、両者の「連結部分」の3つの部分から構成される。ジャータカと共通の構造を持っているが、ジャータカは基本的にブッダの本生話であって過去物語の主人公は菩薩（ブッダの前生）であるが、アヴァダーナの過去物語は現在物語の主人公の前生の話になる。また、ジャータカでは現在物語が非常に短いのに対して、アヴァダーナでは現在物語が過去物語と同じくらい重視される、という違いがある。ただしアヴァダーナといいつつもブッダの前生話であるものも多く、両者の間には混同がある。
とくに律部において、戒律の由来を説明するために数多くのアヴァダーナが援用される。本来アヴァダーナはそれぞれ独立した物語だったが、後に多くのアヴァダーナをまとめた集録が作られるようになった。これらは仏教混淆サンスクリットで記されている。とくに重要な集録に『アヴァダーナ・シャタカ』(Avadānaśataka)と『ディヴィヤ・アヴァダーナ』(Divyāvadāna)の2つがある。
『アヴァダーナ・シャタカ』は100篇からなる説話集で、『撰集百縁経』として漢訳された。『撰集百縁経』は3世紀の支謙の訳とされるが、これは疑わしく、出本充代によると5世紀中頃以降の訳である。また現在のサンスクリット本の『アヴァダーナ・シャタカ』は漢訳本よりも新しい時代に成立したものという。
『ディヴィヤ・アヴァダーナ』は根本説一切有部律中の説話を中心として他の説話もあわせて10世紀前後に西北インドで編集されたと推定されている。刊本には全部で38篇の説話を載せるが、最終第38話は他からの竄入とされる。
説出世部の仏伝『マハーヴァストゥ』も正式名称を『マハーヴァストゥ・アヴァダーナ』といい、多数のアヴァダーナを含む。